# Sadyr Zjaparov
Sadyr Noergozjojevitsj Zjaparov (Kirgizisch: Садыр Нургожоевич Жапаров; Keng-Suu, 6 december 1968) is een Kirgizisch politicus.

## Biografie
Zjaparov werd in 2005 voor het eerst verkozen voor het Kirgizische parlement. Tijdens de Tulpenrevolutie koos hij de kant van de uiteindelijke president Koermanbek Bakijev. In 2008 werd hij herkozen tijdens de parlementsverkiezingen. Hij besloot zijn zitje evenwel op te zeggen om lid te worden van de administratie van president Bakijev. In 2010, na het aftreden van Bakijev, werd hij wederom verkozen in het Kirgizische parlement.
In 2012 begon hij te pleiten voor de nationalisatie van Koemtor, de op zes na grootste goudmijn ter wereld die gelegen is in zijn thuisoblast Ysykköl. In de herfst van dat jaar, tijdens een protestmanifestatie in Bisjkek, trachtten enkele demonstranten om het gebouw van de presidentiële administratie binnen te dringen. Zjaparov werd hiervoor verantwoordelijk gesteld en kreeg een gevangenisstraf van achttien maanden celstraf. Drie maanden na zijn veroordeling werd hij evenwel vrijgesproken en vrijgelaten. Enkele weken later braken er wederom rellen uit omtrent de nationalisering van Koemtor, ditmaal in Karakol. Demonstranten trachtten de akim van de oblast te ontvoeren. Zjaparov werd wederom in staat van beschuldiging gesteld. Hij ontkende enige betrokkenheid, en vluchtte naar het buitenland. In 2017 trachtte hij terug te keren naar Kirgizië. Hij werd aan de grens met Kazachstan opgepakt, en enige tijd later veroordeeld tot een celstraf van elf en een half jaar wegens ontvoering.
Begin oktober 2020 braken er opnieuw onlusten uit in Kirgizië wegens vermeende verkiezingsfraude. In deze chaos werd Zjaparov bevrijd uit de gevangenis. Hij claimde vrijwel meteen de rol van premier. Het parlement stemde uiteindelijk op 15 oktober 2020 in met dit verzoek. Een dag later trad president Sooronbaj Zjeenbekov onder druk van de protesten af, waarna Zjaparov ook deze positie claimde. Volgens de Kirgizische grondwet kwam deze positie evenwel toe aan parlementsvoorzitter Kanatbek Isajev. Deze weigerde evenwel de functie op te nemen en stemde in met het voorstel van Zjaparov. Op 16 oktober 2020 werd hij officieel ingezworen als waarnemend president. Hiermee werd Zjaparov de eerste persoon in de geschiedenis van Kirgizië die tegelijk zowel president als premier was. Nog geen maand later, op 14 november 2020, trad hij terug uit beide functies om zich voor te bereiden op de presidentsverkiezingen van januari 2021.
Er waren 17 kandidaten voor deze positie. In de periode voor de verkiezingen waren er berichten over intimidatie van de kiezers door de georganiseerde misdaad om op Zjaparov te stemmen. Hij kreeg 79,2% van de stemmen bij een opkomst van minder dan 40%. Tegelijkertijd stemde ook een grote meerderheid vóór een grondwetswijziging waardoor de machtspositie van de president werd versterkt.
Askar Akajev · Koermanbek Bakijev · Roza Otoenbajeva · Almazbek Atambajev · Sooronbaj Zjeenbekov · Sadyr Zjaparov